# Grau d'Escales
El Grau d'Escales és un grau, és a dir un pas relativament planer, a manera d'esglaó o replà que travessa una costa abrupta. El Grau d'Escales es troba a Organyà, a l'Alt Urgell. Aquest Grau suposa la fi del Congost de Tresponts i l'inici de la ribera d'Organyà. El nom l'hi ve donat per la masia d'Escales, la primera que es troba passat el Congost.
No s'ha de confondre amb el Grau d'Escales de Navès, on es troba el monestir de Sant Pere de Graudescales.
Tampoc amb el Grau d'Escales de l'Alta Garrotxa, pas de la riera de Beget entre les serres de Bestracà i del Ferran.